# Saint Seiya: The Sanctuary
Saint Seiya: The Sanctuary (聖闘士星矢 聖域十二宮編, Seinto Seiya: Sankuchuari Jūnikyū Hen), também conhecido como Saint Seiya: Chapter Sanctuary, é um jogo eletrônico de luta em 3D lançado para PlayStation 2, inspirado na série de mangas e anime Saint Seiya de Masami Kurumada. Ele foi desenvolvido pela Dimps Corporation e publicado pela Bandai. Originalmente ele foi lançado no Japão em 7 de abril de 2005 e na Europa em 30 de junho de 2005. A versão européia incluía tradução para inglês, italiano, francês, alemão e espanhol.
O jogo apresenta os Cavaleiros de Bronze de Atena como personagens jogáveis, embora outros possam ser desbloqueados conforme o jogador avança no modo de história do jogo. Este modo permite ao jogador seguir o enredo da primeira saga do mangá, a saga do Santuário. Um modo de batalha alternativo permite que os jogadores escolham livremente dois personagens com os quais duelar, tanto no modo para um jogador quanto no modo multijogador.

## Jogabilidade
O jogo apresenta um modo de história, que permite ao jogador reconstituir os eventos do primeiro arco da série Saint Seiya, o capítulo Santuário. O jogador pode optar por lutar ao lado dos protagonistas ou dos antagonistas. Ele apresenta muitas cinemáticas CG de cenas importantes da série original. Há também um modo versus e um modo de prática, que consiste em duelos que podem ser jogados no modo single-player ou multiplayer.

## Desenvolvimento
A versão original japonesa de Saint Seiya: The Sanctuary, foi o primeiro jogo 3D desenvolvido para PlayStation 2 inspirado na série Saint Seiya, foi desenvolvido pela Dimps Corporation e publicado pela Bandai. Foi lançado em 7 de abril de 2005. Na Europa, foi lançado em 30 de junho do mesmo ano. A versão europeia do jogo inclui dublagem em francês como configuração de áudio padrão e traduções para inglês, italiano, francês, alemão e espanhol. Ele também contém faixas de música alternativas que diferem da versão japonesa devido a questões de direitos autorais. Como um incentivo adicional para a compra do jogo antes de ele ser lançado, a Bandai ofereceu aos jogadores japoneses que encomendaram o jogo através do site oficial do PlayStation um suporte para cartão de memória na forma do "item mais poderoso do universo" do jogo, a urna dourada da armadura de Sagitário.

### Sequência
Saint Seiya: The Sanctuary também tem uma sequência, com o título Saint Seiya: The Hades (SeintoSeiya MeioHades,, Seinto Seiya: Meiou Hadesu Jūnikyū Hen). Foi lançado pela Namco Bandai Games, no Japão e na Europa, e posto à venda em 2007.

## Recepção
O jogo recebeu "geralmente comentários desfavoráveis", de acordo com o agregador de críticas Metacritic. No Japão, a Famitsu deu uma pontuação média de 23/40.